# Dear My Friend -まだ見ぬ未来へ-
「Dear My Friend -まだ見ぬ未来へ-」（ディアー マイ フレンド まだみぬみらいへ）は、ELISAの5枚目のシングル。2009年11月4日にRONDO ROBE（ジェネオン・ユニバーサル・エンターテイメントジャパン）から発売された。
初回限定盤（GNCA-0149）と通常盤（GNCA-0150）の2種類リリース。初回限定盤には表題曲「Dear My Friend -まだ見ぬ未来へ-」のPVを収録したDVDが収められている。カップリングの「SMILE -You&Me-」は、英語の歌詞に、チェロとギターという編成である。なおチェロを演奏しているのはELISAの実父である。

## 収録曲
1. Dear My Friend -まだ見ぬ未来へ- [4:06] 
作詞：春和文、作曲：渡辺拓也、編曲：大久保薫
2. SMILE -You&Me- [3:33] 
作詞：西田恵美、作曲：渡辺拓也、編曲：増田武史
  - 「Dear My Friend」アコースティックアレンジ
3. Dear My Friend -まだ見ぬ未来へ- E.M  ver.
作詞：春和文、作曲：渡辺拓也、編曲：前口渉
4. Dear My Friend -まだ見ぬ未来へ-（Instrumental）
5. SMILE -You&Me-（Instrumental）
6. Dear My Friend -まだ見ぬ未来へ- E.M ver.（Instrumental）

## タイアップ
| 曲名                            | タイアップ                                                   |
| ------------------------------- | ------------------------------------------------------------ |
| Dear My Friend -まだ見ぬ未来へ- | テレビアニメ『とある科学の超電磁砲』前期エンディングテーマ   |
| SMILE -You&Me-                  | テレビアニメ『とある科学の超電磁砲』第12話エンディングテーマ |

## 収録アルバム
| 曲名                            | 収録アルバム                           |
| ------------------------------- | -------------------------------------- |
| Dear My Friend -まだ見ぬ未来へ- | 『Rouge Adolescence』（2010年1月20日） |